# La culpa de los padres
La culpa de los padres é uma telenovela mexicana, produzida pela Televisa e exibida em 1963 pelo Telesistema Mexicano.

## Elenco
- Silvia Derbez
- Eduardo Fajardo
- Enrique Aguilar
- Sergio Márquez